# Przecław (Kołbaskowo Kommune)
Przecław (tysk: Colbitzow) er en landsby i det vestlige Polen, i zachodniopomorskie voivodskab (Stettin Byområde).
- befolkning: 1.500

## Transport
- vejen nummer 13 til Szczecin
- vejen nummer 13 (Polen) til Kołbaskowo og Rosówek og videre – vejen nummer 2 (Tyskland) til Schwedt over Gartz (Oder)
- vejen til Dołuje over Warzymice, Będargowo (Kołbaskowo Kommune) og Stobno (Kołbaskowo Kommune)
- 81 bybusser til Szczecin og Kołbaskowo

## Byer ved Przecław
- Police
- Gryfino
- Szczecin
- Penkun (Tyskland)
- Gartz (Oder) (Tyskland)

## Landsbyer ved Przecław
- Kołbaskowo
- Warzymice
- Będargowo (Kołbaskowo Kommune)
- Stobno (Kołbaskowo Kommune)
- Mierzyn (ved Police)
- Smolęcin
- Barnisław
- Bobolin
- Siadło Górne
- Siadło Dolne
- Kurów (Kołbaskowo Kommune)
- Ustowo
- Rajkowo
- Ostoja
- Lubieszyn (ved Police)
- Rosow (Tyskland)